# Kubansko-crnomorska Sovjetska Republika
Kubansko-crnomorska Sovjetska Republika je bila dio Ruske SFSR-a. Postojala je od 30. svibnja do 6. lipnja 1918. godine, a sjedište joj se nalazilo u Jekaterinodaru. Nastala je spajanjem Crnomorske Sovjetske Republike s Kubanskom Sovjetskom Republikom i kasnije se spojila u Sjevernokavkasku Sovjetsku Republiku.